# Patrol (Góry Świętokrzyskie)
Patrol (388,5 m n.p.m.) - najwyższe wzniesienie Pasma Zgórskiego. Położone jest w jego wschodniej części.
Na południowym stoku znajdują się pozostałości grodziska o charakterze obronnym, którego powstanie datuje się na okres między XI a XIII wiekiem

## Turystyka
Przez szczyt prowadzi  niebieski szlak turystyczny z Chęcin do Łagowa.
Na polance pod Patrolem szlak  krzyżuje się z  czerwonym szlakiem turystycznym z Chęcin do Kielc.